# Episoma
L'episoma è un elemento genetico che può integrarsi attraverso un processo di ricombinazione in un cromosoma dell'organismo ospite indipendentemente dalla cellula batterica  o dall'entità virale in cui risiede.
Un episoma era originariamente un plasmide che si è potuto integrare nel DNA della cellula ospite e quindi non costituisce più DNA extra-cromosomale. Una volta integrato l'episoma può replicarsi insieme a tutto il cromosoma della cellula che lo ospita. È ormai chiaro che una regione di omologia con il cromosoma, come un trasposone, trasforma il plasmide in un episoma.
Nei mammiferi, il termine episoma si riferisce al DNA esogeno (come un genoma virale), che viene integrato nel cromosoma della cellula ospite.
Un esempio di episoma in cellule umane è il DNA del Virus del papilloma umano o Papillomavirus, che si integra nelle cellule dello strato germinativo dell'epitelio squamoso pluristratificato (come quello della pelle e delle mucose).
Il mantenimento allo strato episomale viene determinato dal gene E1 (uno dei geni precoci del Papillomavirus).
L'integrazione del genoma del virus causa in quelle cellule una infezione virale persistente.